# Huntland
Huntland est une municipalité américaine située dans le comté de Franklin au Tennessee.
Selon le recensement de 2010, Huntland compte 872 habitants. La municipalité s'étend sur 1,45 mille carré (3,76 km2).
La localité est fondée au début du XXe siècle par Clinton Armstrong Hunt. Elle devient une municipalité en 1907. La maison Hunt-Moore, construite en 1852 pour la famille de Hunt, est le plus ancien bâtiment du bourg. Elle est inscrite au Registre national des lieux historiques.